# Ashley Nee
Ashley Nee (* 15. Juni 1989 in Darnestown, Maryland) ist eine US-amerikanische Kanutin.

## Leben
Nee besuchte die Northwest High School in Maryland. Sie studierte an der University of Hawaiʻi System und an der University of Maryland, College Park. Als Notfallsanitäterin ist sie in Maryland tätig. Sie trainiert am Dickerson Whitewater Course in Maryland.
2015 gewann sie im Einer-Kajak im Slalom in Toronto bei den Panamerikanischen Spielen die Bronzemedaille. 2019 gewann sie einen Kanuslalom-Weltcup im Einer-Kajak Slalom.
Bei den Olympischen Sommerspielen 2016 belegte sie den 19. Platz im Einer-Kajak Slalom. Nee ist mit der US-Amerikanerin Ashley McEwan verheiratet.